# FUTURE WAR 198X年
『FUTURE WAR 198X年』（フューチャーウォー いちきゅうはちエックスねん）は、1982年に日本で制作された劇場用アニメーション。

## 概要
制作時期に国際的な問題となっていた米ソの冷戦激化を題材にして制作された劇場アニメ。劇場公開用パンフレットに掲載されたプロデューサーの吉田のコメントによれば、近未来戦争の恐怖を訴えつつ、『地獄の黙示録』や『復活の日』の面白さを取り入れて完成させた作品。
ほぼ同時期に制作された劇場版『宇宙戦艦ヤマト』シリーズで実績を持つ舛田利雄や勝間田具治を監督として起用したほか、制作に際しては『スター・ウォーズ エピソード5/帝国の逆襲』のポスターのイラストなどでも知られていた生頼範義にイメージイラストを依頼している。
当初、制作主体として予定されていた東映動画は、労働組合が「内容が好戦的である」として制作をボイコットし、これはマスコミでも取り上げられた。このため、作画などの実制作は大半が外注スタッフによって行われている。詳細は#反対運動とその反響を参照。

## あらすじ
198X年、宇宙探査機ボイジャー2号が人類の平和と友好のメッセージを発信しながら宇宙を旅している頃。
ソビエト連邦（ソ連）の潜水艦基地より、戦略原潜「リューリック」が出航した。東西ドイツ国境では北大西洋条約機構（NATO）軍兵士のマイケルが地元の少女マリーネと出会い、互いに惹かれあう。そして宇宙空間では、アメリカ合衆国が戦略核ミサイル迎撃用として開発したレーザー砲搭載有人衛星「スペース・レンジャー」の試験機による射撃テストが行われていた。テストは成功し、計画の主任であるバート・ゲイン博士と三雲渡、そしてバードの妹のローラは喜ぶが、翌日ゲイン博士がソ連のスパイに拉致されてしまう。秘密保持を最優先課題としたギブスン大統領は、博士が乗せられていた原子力潜水艦をミッドウェー沖で核魚雷によって撃沈した。ソ連の主戦派の筆頭であるブガーリン国防相は、これを好機と考えオルロフ書記長に開戦を提案したが、書記長はこれを退けた。
だがその後、東西ドイツの国境付近でソ連の最新鋭戦闘機「ブラック・ドラゴン」が亡命を求めて西ドイツの空軍基地に不時着。オルロフは機密保持のためにこの空軍基地の攻撃を指示したが、これによってNATO軍とワルシャワ条約機構軍の機甲部隊が戦闘状態に陥った。そのさ中、戦火でマリーネを失ったマイケルは、錯乱して戦術核ミサイルでワルシャワ軍を攻撃。これによって戦火は世界中に拡大。穏健派のオルロフが病床にあったことから、ブガーリンが政府の実権を掌握し、撤兵条件に北緯30度以北の中近東の割譲を要求。ブガーリンに抵抗するクツーゾフ外相らも逮捕されてしまう。待機中に魚雷攻撃を受け大破したリューリックでは政治将校が艦長を殺害して戦略核ミサイルを発射。結果、アメリカ各地に核弾頭が降り注ぎ、ギブスンは苦悩しつつ戦略核ミサイル及び核搭載巡航ミサイルによる報復攻撃を決意する。一方、病状が回復したオルロフは、「名誉ある敗北」を望みホットラインによる会談に挑むが、その最中にブガーリンら主戦派によって射殺されてしまう。そして、ブガーリンは西側主要都市への核ミサイルの発射スイッチを押し、ついに米ソ双方が戦略核ミサイルを打ち合う事態に発展した。
ギブスンは、「スペース・レンジャー」4機を打ち上げて核ミサイル迎撃を行うよう指示する一方、ソ連訪問による講和を考える。しかし、打ち上げられた「スペース・レンジャー」にキラー衛星が攻撃を開始、「スペース・レンジャー」はレーザー砲による迎撃を行うも2号機から4号機までの3機が破壊されてしまい、残った1号機も中破して乗員は全員死亡してしまった。
折りしも、世界各地で厭戦ムードが広がり、ソ連ではクツーゾフ外相らが解放され主戦派を拘束し、ブガーリンは射殺される。だが、ブガーリンは死の間際にさらに核ミサイルを発射、クツーゾフらは発射を中止させようとするが、そのためのシステムはブガーリンの手により既に破壊されており、ミサイルは発射されてしまう。クツーゾフから連絡を受けたギブスンは核ミサイルの迎撃を命令、「スペース・レンジャー」支援のために打ち上げられていたスペースシャトル「アルバトロス号」に乗り込んでいた三雲は、2時間分の携行空気だけで半壊した「スペース・レンジャー」に乗り込み、ソ連の有人科学衛星「バイカル」の支援の下、核ミサイルを阻止しようとする。そしてローラは宇宙船に乗り込み、三雲を救出に向かった。

## 登場するメカニック

### 実在
西側諸国

- レオパルト2
- ルクス装甲車
- ゲパルト自走対空砲
- 多連装ロケットシステム（MLRS）
- AH-64 アパッチ
- CH-47 チヌーク
- F-15J イーグル
- トーネード IDS
- B-1 ランサー
- P-3 オライオン
- オハイオ級原子力潜水艦
- LGM-118A ピースキーパー（劇中では「MX戦略核ミサイル」として登場）
- AGM-86 ALCM

東側諸国

- T-72
- BMP-1
- ZSU-23-4
- Mi-24 ハインド
- Mi-8 ヒップ
- MiG-29
- Tu-22M
- An-12

### 架空
デザインはいずれも辻忠直によるもの。
スペース・レンジャー
アメリカ宇宙防衛軍が開発した有人レーザー戦闘衛星。宇宙防空司令部と未来科学研究所によって20年の歳月をかけて共同開発された。乗員は3名。大陸間弾道ミサイル（ICBM）の迎撃を目的としており（戦略防衛構想（SDI））、機首に5,000km先の鋼鉄板を貫く威力を持つ高出力レーザーを装備している。
冒頭ではアルバトロスに搭載されて宇宙に運ばれ、アラスカから発射された標的ミサイルの撃墜に成功した。その後、ソ連のICBMによる第二波攻撃を阻止すべく、SR-1号からSR-4号までの4機が衛星軌道進入ロケットに搭載されてヴァンデンバーグ空軍基地から打ち上げられるが、キラー衛星の攻撃を受けてSR-1号を除く3機が撃墜され、残るSR-1号も中破し乗員は全員死亡。ブガーリンが死に際に発射したSS-18ICBMの迎撃は、アルバトロスから移乗した三雲が行う事になる。
アルバトロス
アメリカが運用しているスペースシャトル。乗員は7名で、三雲らが搭乗している。実在するスペースシャトル・オービタと比較すると若干大型であり、尾翼が双垂直尾翼となっている事や、打ち上げ時に外部燃料タンクを装着しない事などの相違点がある。
冒頭ではスペース・レンジャー試験機を宇宙に打ち上げるのに使用された。その後、スペース・レンジャーの作戦行動をサポートすべく、再びヴァンデンバーグ空軍基地から打ち上げられ、キラー衛星によって破壊された偵察衛星の代わりにスペース・レンジャーのコントロールを行った。
キラー衛星
ソ連が複数機を運用しているキラー衛星。1機につき5発の対衛星ミサイルを装備している。
ソ連軍地上部隊の展開に呼応してアメリカの偵察衛星ビックバードを撃墜。その後、軌道上のスペース・レンジャーを複数のキラー衛星が攻撃した。
バイカル
ソ連が打ち上げた有人科学衛星。乗員は3名で、形状はソユーズ7K-TMなどのソユーズ宇宙船に類似している。
ブガーリンが発射したSS-18の迎撃を支援するために、コースを変更してアルバトロスに情報を送信。その後、行動不能に陥ったSR-1号の救援に向かった。
ブラック・ドラゴン
ソ連空軍の最新鋭戦闘爆撃機。双発単座・ダブルデルタ翼の機体で、完全電子装備を有する。
パイロットであるボリス大尉により、実験飛行中に亡命の為に西ドイツの空軍基地に着陸するが、An-12で基地に強行着陸したソ連軍の空挺部隊によって爆破され、ボリス大尉も射殺された。
リューリック
ソ連海軍が運用しているサイクロン級原子力潜水艦。母港はポリャールヌイの潜水艦基地であり、ストロガノフ中佐が艦長を務める。武装として艦首の魚雷発射管6門の他に後甲板にVLSを有し、VLS内部に24発の潜水艦発射弾道ミサイル（SLBM）を搭載した戦略ミサイル原子力潜水艦である。
「鷲よ、飛べ」という暗号電を受けて大西洋で待機していたが、米オハイオ級原子力潜水艦からの魚雷攻撃によって大破。乗艦していた政治将校デンキン少佐の手によってSLBMがワシントンD.C.へと発射されてしまう。
アルファ級改原子力潜水艦
ソ連海軍の攻撃型原子力潜水艦。実在するアルファ型原子力潜水艦の改良型で、水中での最高速力50ノット、最大潜行深度1,500mを誇る。
ゲイン博士をアメリカから拉致するのに用いられたが、米軍機からの短魚雷攻撃を受け、最終的にはP-3が投下したMk48核魚雷（実在するMk48魚雷とは別物）によってゲイン博士もろとも撃沈された。

## 反対運動とその反響
制作準備段階だった1981年2月、東映動画の労働組合は本作品の準備台本1冊を入手し、これがコピーされて職場で回覧される。現場の従業員からは「戦争がカッコよくしかもリアルに描かれ危険」という意見が出され、組合は教職員組合やPTAにも呼びかける形で反対運動を開始した。この運動は同年4月3日付朝日新聞に「組合が本作品の一切の製作協力拒否を会社側に通告」という形で掲載され、この記事に関心を寄せた団体「日本母親大会」が反対運動に参加。5月15日には日本母親大会や東京都教職員組合、「日本子どもを守る会」など38団体が日本教育会館で集会を開いて「戦争アニメを作らせないようにしよう」というアピールを採択し、7月17日に「『198X』に反対する会」が結成された。
アニメ雑誌『アニメージュ』は本作品の完成が近づいた1982年4月号で「FUTURE WAR198X年をきみたちはどう見るか!?」という記事を掲載した。その内容は、本作品の最高責任者（製作総指揮）である東映常務の渡邊亮徳に芸能評論家の加東康一が質問する形での対談と、アニメ監督の勝間田具治や東映動画労組の副委員長、子ども調査研究所長の高山英男、日本母親大会事務局長の談話を並べた「私はこう思う!」と題したコメント集からなっていた。対談の中で渡邊は「”動くゲルニカ”を作ってやろうと思った」「第三次世界大戦が起こったらどうなるのかを観客に提示することが、ほんとうの意味で平和への示唆になる」と製作理由を述べている。また、アニメでリアリティが出るのかという加東の質問には「生頼範義のイラストへの起用とコンピューター・アニメ〔ママ〕でリアリティを出そうとした」と答えている。渡邊はそれらも含めた総制作費を6億円と明かし、フルオーケストラ音楽の使用やフランスの有名デザイナーへの衣装デザイン発注などもおこなったと述べている。
当時、国際的にはアメリカのレーガン政権の発足、国内的には1980年の衆参同時選挙での自由民主党の大勝により、従来のデタント・保革伯仲路線から対ソ強硬路線や保守回帰（日本国内では一部自民党議員と結んだ右派勢力による教科書批判など）の流れが出てきていた。当時の「右傾化」傾向の延長ではないか、現実の世界大戦を想定した作品を中高生という「子ども」に見せるのは危険ではないかという加東の問いに対して、渡邊は戦争映画即右傾化ではない、悲劇も描いており、なぜ未来を描いて「右傾化」になるのかと答え、「絶対、好戦映画にはしてありません」と述べた。
「私はこう思う!」では勝間田が自分にも戦争体験があり好戦的作品は絶対に作らないと発言する一方、組合の副委員長は作品に平和への尊厳がない、スタッフの中にも生活のために「いやいややっている」人がたくさんいると述べ、高山英男は「台本には平和の志がないが、組合側も平和を望むなら実力行使でもして止めるべき」と両者を批判するとともに作ること自体には反対ではないが自分の子どもには見せないとコメントした。
監督の舛田利雄は、組合のボイコットを受けて作品内容をより平和を希求する方向に修正したと後年回想しており、上記記事で「日本母親大会」の事務局長も自分たちが反対の声を上げたことで、シナリオの内容がどんどん変わったと述べている。
当時、『アニメージュ』にエッセイ「月づきの雑記帳」を連載していた安彦良和は、4月号にて「政治」というデリケートな素材をアニメで扱うことへの警戒を、『ガンダムセンチュリー』に寄稿した文章（『機動戦士ガンダム』で政治を考えるよりも現実に向きあってほしいという主旨）を再掲する形で述べ、次の5月号ではこの話題に触れ、「まじめな反戦映画になるだろうなどとは全然思わない。そういうものを目指して企画されたとも思っていない」と述べた上で、「大変月並みで通俗でマトを得ていない〔ママ〕政治認識をあたかも最もシビアな現実であるかのように錯覚して、その上に物語を築いてしまったこと」を「（本作品が）犯してしまった最大の間違い」と批判した。さらに、アニメのリアリズムは「ウソのかたまり」であるアニメをそれらしく見せるための手段に過ぎず、戦争を真剣に考えるためのフィルムとしてはアニメは不適であると指摘している。また、衣装デザイナーや生頼範義のイラストの起用などを「大ゲサ趣味」と評し、「百歩譲って、現実政治を素材としてリアリズムで反戦を謳うというモチーフがありえたとしても、その作品は多分6億円などという法外な製作費は必要とはしないはずだ」と述べている。渡邊の「アニメでゲルニカ」発言には「偽善のニオイ」を嗅ぎつけて反感をおぼえたという。安彦はこのエッセイの最終回で、この回の内容に対する反響の多くが「あなたの言うことはわかったからそれが正しいかどうかは自分で考えてみる」という真摯なものだったことが嬉しかったと記した。
金田伊功と親交のあったアニメーターの上妻晋作は、金田が宮崎駿から電話越しで「そんなもんやるな」と言われたらしいという伝聞を述べている。

## 声の出演
- 三雲渡 - 北大路欣也
- ローラ・ゲイン - 夏目雅子
- ブラウン博士 - 野田圭一
- バート・ゲイン博士、予告編ナレーター - 柴田秀勝
- 小磯 - 田中康郎
- ロイド - 矢田耕司
- カミングス、藤木 - 寺田誠
- ジョー・ギブスン大統領 - 金内吉男
- ジラード国務長官 - 小林修
- マッコイ統合参謀本部議長 - 大木民夫
- ノイマン - 中村正
- モイラ・ハケット - 舛田紀子
- マイケル - 田中秀幸
- ミラー、ゲルハルト - 松田重治
- パーツ - 西村知道
- ハンス - 北川米彦
- ナースチャ、日陰 - 間嶋里美
- デンキン - 田中崇
- ジョーンズ - 中田浩二
- オルロフ書記長 - 雨森雅司
- クツーゾフ第一副首相 - 宮川洋一
- ブガーリン国防相 - 青野武
- フリノフスキー、小城 - 宮内幸平
- 遠野国防軍総司令官 - 納谷悟朗
- 遠野豊 - 堀秀行
- 秋田 - 玄田哲章
- ロジャー・ハミルトン - 岸野一彦
- グールド - 戸谷公次
- クライン - 佐藤正治
- スミルノフ - 森功至
- ストロガノフ中佐 - 大塚周夫
- マッキーバーン - 徳丸完
- レナ - 佐久間あい
- マリーネ - 鈴木富子
- ナレーター、リヒター - 石原良
- 特報ナレーション - 小林清志

## スタッフ
基本情報に含まれていない主なスタッフは以下の通り。
- イメージ・イラスト - 生頼範義
- プロデューサー - 吉田達
- 企画協力 - 岩野正隆
- 製作担当 - 横井三郎
- 作画監督/キャラクタ・デザイン - 須田正己
- メカニック作画監督 - 新井豊
- 美術監督/メカニック・デザイン - 辻忠直
- 撮影監督  - 白井久男、寺尾美千代
- 編集 - 千倉豊、吉川泰弘
- 衣装デザイン - アンドレ・クレージュ
- エフェクト・ディレクター - 高山秀樹
- 文芸・設定制作 - 鶴見和一
- 録音 - 波多野勲
- 音楽 - 横山菁児
- 指揮 - 熊谷弘
- 演奏 - 新日本フィルハーモニー交響楽団

## 主題歌・揷入歌
主題歌「愛ゆえに哀しく」
作詞 - 山上路夫 / 作曲 - 風戸慎介 / 編曲 - 青木望 / 歌 - ポプラ
揷入歌「愛のソナタ」
作詞 - 山上路夫 / 作曲 - ミッキー吉野 / 編曲 - 青木望 / 歌 -  ポプラ

## 関連書籍
『FUTURE WAR 198X年』
1982年に実業之日本社から刊行された映画のノベライズ。高田宏治のシナリオを元に企画協力の岩野正隆が執筆した。